# 前田慎治
前田 慎治（まえだ しんじ、1980年8月3日 - ）は、テアトルアカデミーに所属する日本の俳優、アクションアクター。
エンタ―テイメントユニット「BEAT PARADOX」（ビートパラドックス）（旧RHYTHM-COLLECTION）のメンバーとして活動する時の名義はSHIN。アクション、アクロバット担当。

## 来歴・人物
数々のアクション現場でのアシスタントも務め、アーティスト、タレントの指導も行う。
日本俳優連合アクション部会 公認アクションライセンス 技斗・殺陣上級の資格を所持。

## 出演歴

### 舞台
- ダンスアクションミュージカル「刀〜KATANA〜」（2004年5月、品川六行会ホール)
- 「ピノキオの大冒険〜もうひとつのピノキオ物語〜」（2004年8月、Space107）
- 「DANCE LIVE」（2004年10月）
- 「The Christmas Box〜vol.5 piece〜」（2004年12月）
- 「ピノキオの大冒険〜もうひとつのピノキオ物語〜」（2005年8月）
- 「Christmas Special Live」（2005年12月）
- ダンスアクションミュージカル「TIME〜2006年ヴァージョン」（2006年6月、新宿SPACE107）
- 「ピノキオの大冒険〜もうひとつのピノキオ物語」（2006年8月、成増ACTホール） - セイ 役
- 「Christmas Special Live」（2006年12月、目白シアター風姿花伝）
- リズムミュージカル「RHYTHM-OUT」（2007年5月、新宿SPACE107） - 木村真次 役[3]。
- 「Body&Soul〜Body Night〜」（2007年12月、萬劇場） - シンジ 役
- リズムミュージカル「RHYTHM-OUT」（2008年5月、新宿SPACE107） - 武田幸助 役
- 「康楽館白寿記念公演 三峰組」（2009年4 - 5月、康楽館）
- 「GANG」（2010年1月、稲城iプラザホール） レオン 役
- 「ごめんね、龍馬！」（2010年7月、六行会ホール） - 松原さとし 役
- 「トロピック」（2011年1月、紀伊国屋ホール）
- kitten Dance Planet「Letter」（2011年7月、ノクティホール） - クロタビ 役
- 吉本show喜劇「笑いの城」（2011年8月、品川プリンスシアター）
- 「GROW-愚郎-」（2012年11月、恵比寿・エコー劇場）[4]。
- 「戦国BASARA3 宴」（2013年4 - 5月、東京：日本青年館劇場、大阪：森ノ宮ピロティホール、名古屋：中日劇場、福岡：キャナルシティ劇場）
- 「RE-INCARNATION」（2013年8月、新宿スペースゼロ） - 蒯越異度 役
- 「RE-INCARNATION RE-BIRTH」（2013年9月、シアター1010） - 蒯越異度 役
- 「戦国BASARA3 宴弐」（2013年11月、東京：TDCホール、大阪：メルパルク大阪、名古屋：中日劇場）
- 「ノブナガ・ザ・フール act.1〜乱の胎動〜」（2013年12月、New Pier Hall）
- 「月虹」（2014年3月、気仙沼市民会館ホール）
- 「ノブナガ・ザ・フール act.2〜乱の恋人〜」（2014年4月、TDCホール）
- 「戦国BASARA3 咎狂わし絆」（2014年4 - 5月、東京：EX THEATER ROPPONGI、大阪：シアターBRAVA!、名古屋：中日劇場）
- 「ノブナガ・ザ・フール act.3〜最後の晩餐〜」（2014年7月、有明コロシアム）
- 「松井誠PRESENTS〜夢幻〜」（2014年8月、四谷区民ホール）[5]。
- 「戦国BASARA4」（2014年10 - 12月、東京：TDCホール、大阪：森ノ宮ピロティホール、名古屋：中日劇場、福岡：キャナルシティ劇場）
- 「戦国BASARA vs Devil May Cry」
- 「BIOHAZARD THE STAGE」
- 「戦国BASARA4皇」
- 吉本新喜劇×世界のパフォーマー特別公演「THE舶来寄席2016」東京公演
- 斬劇「戦国BASARA 4皇〜本能寺の変〜」
- RHYTHM COLLECTIONミニリズムアクトライブ「シンプル！」
- 大森カンパニープロデュース 人情喜劇シリーズvol.5「いじはり」 - 片山翔役
- 「Romancing SaGa THE STAGE～ロアーヌが燃える日～」 - ガリバルディ 役
- 戦国活劇「サムライガンバ」  ツブリの仲間役
- ZERO BEAT第２回公演「野良犬達のＢＡＬＬＡＤ」 - 坂本役
- 轟ダッシャーズ第４回公演「リセット」 悪魔役
- 若宮亮プロデュースVol.3 フラワースタジオ公演「ヒカリ」
- ZOROMEHA企画第1弾「楽屋～流れ去るものはやがてなつかしき～」² - 女優D役
- オッドエンタテインメントPresents「鬼切丸伝～源平鬼絵巻～」 - アクションアクター
- 若宮亮プロデュースVol.4「カウンターバリュー・ペインテット」主演
- Yプロジェクト「白虎隊～獅子たちの什の掟～」 斉藤一役
- 大森カンパニープロデュース　人情喜劇シリーズvol.7「いじはり」　片山翔役
- ゲキバカ新春二本立て公演「ごんべい」 辰蔵役
- ゲキバカ新春二本立て公演「ごんべい２」 卍役
- 「MARIGOLD～絶望の花言葉～」 黒狗の王役
- ZOROMEHA企画第２弾「僕らは生まれ変わった木の葉のように」 妹役
- 斬劇「戦国BASARA」天政奉還（2019年7月）- 風魔小太郎 役
- ダンスアクションミュージカル「やさしい悪魔」 カイ役（主演）
- 吉本新喜劇 Joy!Joy!エンタメ新喜劇　アクションアクター
- E-Stage Topiaプロデュース公演「PETRICHOR」　烏守慈孔役
- Yプロジェクト 新選組日記「壬生のほたる」　沖田総司役
- 「沙也可 ～海峡を越えた愛～」　源四郎 役
- テアトルアカデミーアドバンス公演　映舞劇「星に願いを」　ナゾ・ナゾナゾクロース・男役
- ZOROMEHA企画第３弾「雨の夏、三十人のジュリエットが還ってきた」　北村次郎役

#### BEAT PARADOXとして活動
- BEAT PARADOX rookie's LIVE vol.1 「ＯＭＮＩＢＵＳ」

#### RHYTHM COLLECTION（旧ユニット名）として出演
- 文化庁主催「H20年度本物の舞台芸術体験事業」（2008年、東京・茨城・山梨）
- 文化庁主催「H21年度本物の舞台芸術体験事業」（2009年、京都・新潟・富山）
- 文化庁主催「H22年度子どものための優れた舞台芸術体験事業」（2010年、京都・福井・富山・新潟）
- 「Rookie's Live」（2010年8月）
- 千代田区立和泉小学校公演（2010年11月）
- 文化庁主催「H23年度次代を担う子どもの舞台芸術体験事業」（2011年、福島・埼玉・栃木・群馬）
- 「Rookie's Live2」（2011年8月）
- 千葉県佐倉市立井野中学校公演（2012年10月）
- 「Rookie's Live3」（2012年8月）
- ミュージカル「Present」（2014年12月）
- 吉本新喜劇×世界のパフォーマー特別公演　「THE 舶来寄席2016」東京公演
- RHYTHM COLLECTION ミニリズムアクトLIVE　「シンプル！」

### イベント
- 「PINK BIG PIG The 2nd」（2006年6月）- ピエロパフォーマンス
- 「PINK BIG PIG ハロウィンイベント」（2007年10月）- ピエロパフォーマンス
- 「Amway 企業イベント オープニングアクト」（2010年12月）
- ジャンプフェスタ2013 バンダイナムコゲームス（2012年12月、幕張メッセ）
- 「戦国BASARA バサラ祭2013〜春の陣〜」（2013年3月、両国国技館）
- 「戦国BASARA 武将祭」（2013年7月、有明コロシアム）
- 「眠眠打破イベント」- みんみん３兄弟次男 打破山強太郎スーツアクター

#### RHYTHM COLLECTION（旧ユニット名）として出演
- Japan Festival in Vietnam 2006 文化交流親善大使として出演（2006年8月）
- Vietnam Festival in Japan 2008 文化交流親善大使として出演（2008年9月）
- Japan Festival in Vietnam 2009 文化交流親善大使として出演（2009年8月）
- Vietnam Festival in Japan 2009 文化交流親善大使として出演（2009年9月）
- イベントJAPAN2011・ダスキンアクティブコレクションパフォーマンス（2011年4月）
- 後藤冬樹主宰『チャリティーライヴ子守唄プロジェクト』（2011年5月）
- パラマウントジャパンホームエンターテインメント100周年記念オープニングアクト（2011年10月）
- 風男塾乱舞2013ツアー・渋谷公会堂ホールパフォーマンス（2013年8月）
- JAPAN ACTION AWARDS 2014授賞式 技斗演武（2014年3月）
- COOL JAPAN SUMMER DANCE SHOWCASE ゲスト出演（2014年8月）
- JAPAN ACTION AWARDS 2015授賞式　技斗演武
- ONE ASIA 2015
- 「サンシャイン水族館天空酒場」ナイトパフォーマンス

### 映像
- ゲームソフトモーションキャプチャー（2006年）
- 法務省VP（2007年）- 不良役
- 浪川大輔1stシングルミュージックビデオ（2012年）- ダンサー 役

### ＣＭ
- 常盤薬品「眠眠打破～みんみん３兄弟編～」- 次男 打破山強太郎スーツアクター
- 常盤薬品「眠眠打破～２４時間パッチリ体操編～」- 次男 打破山強太郎スーツアクター

### 映画
- インディペンデントムービー「INFINITY」（2011年8月）青木茂之 役（第3話主演）
- キッズアクションムービー「KIDS＝ZERO　キッズ＝ゼロ」（2014年10月）- アッシュ 役
- 「さらば、あぶない刑事」- 平古場役／吹替えスタント
- 「表と裏　最終章」- チンピラ役
- 東映Xstream46配信映画「暴力無双 - サブリミナル・ウォー -」　シュリケン役

## アクション振付・アシスタント歴

### 舞台
- One on One 14th note「呼吸する島」　アクションアシスタント
- One on One 20th note「コエラカントゥス～深海　眠る君の声～」　アクションアシスタント
- R×R「虹色の輪舞曲」　アクションアシスタント
- 手塚治虫原作音楽劇「ファウスト～愛の剣士たち～」　アクションアシスタント
- Kitten Dance Planet「幻～night voice～」　アクション振付・指導

- 「戦国BASARA vs Devil May Cry」　アクションアシスタント
- 「BIOHAZARD THE STAGE」　アクションアシスタント
- 「戦国BASARA4皇」　アクションアシスタント
- 大森カンパニープロデュース「更地ベスト～ＳＡＫＵＲＡ～」　アクションアシスタント
- 斬劇「戦国BASARA 4皇～本能寺の変～」　アクションアシスタント
- 戦国活劇「サムライガンバ」　アクションアシスタント
- ＺＥＲＯ　ＢＥＡＴ第２回公演「野良犬達のＢＡＬＬＡＤ」　アクション振付
- 「MARIGOLD～絶望の花言葉～」アクション振付＆アシスタント
- ダンスアクションミュージカル 「やさしい悪魔」アクションアシスタント
- テアトルアカデミーアドバンス公演　映舞劇「星に願いを」　アクション振付

### 映画
- 東映Xstream46配信映画「暴力無双 - サブリミナル・ウォー -」　アクション監督補佐

### CM
- プリマハム「ジュウオウジャーソーセージ＆ウインナー」　アクション振付・指導